# XLVI Festival del Huaso de Olmué
El XLVI Festival del Huaso de Olmué se realizó los días 22, 23, 24 y 25 de enero de 2015 en el Parque El Patagual, ubicado en Olmué, Chile.
Fue transmitido por TVN, canal que se adjudicó la licitación hasta 2017, y por la señal internacional TV Chile. Con respecto a las ediciones anteriores de este festival, se agregó una noche más al certamen, pasando de ser tres noches a un total de cuatro jornadas.

## Desarrollo

### Día 1 (jueves 22)
- Obertura
- 31 minutos
- Rodrigo Muñoz (humor)
- Chancho en Piedra

### Día 2 (viernes 23)
- Bafona (obertura)
- José Luis Perales
- Pujillay (humor)
- Sonora Barón

### Día 3 (sábado 24)
- Grupo Esperanza (obertura)
- Los Tres
- Edo Caroe (humor)
- Leo Rey

### Día 4 (domingo 25)
- 3X7 Veintiuna
- Cristian Castro
- Zip-Zup (humor)
- Los Hermanos Bustos

## Competencia
| Título | Intérprete(s) | Lugar |
| ------ | ------------- | ----- |

### Jurados
- Juan Manuel Astorga
- Manuel Maira
- Mario Rojas
- Maria Esther Zamora
- Antonia Santa María

## Audiencia
| Jueves          | 22 de enero | Día 1 | 22:09 - 02:40 | ---Sin Información--- |         |       |
| Viernes         | 23 de enero | Día 2 | 22:10 - 02:50 | 13,4                  | Cuarto  | [ 3 ] |
| Sábado          | 24 de enero | Día 3 | 22:11 - 03:10 | 13,5                  | Primero | [ 4 ] |
| Domingo         | 25 de enero | Día 4 | 22:15 - 03:05 | 10,2                  | Séptimo | [ 5 ] |
| RATING PROMEDIO |             |       |               | 12,4                  |         |       |